# Geoffrey Knijnenburg
Geoffrey Knijnenburg (Den Haag, 1 mei 1983) is een Nederlands voetballer. Hij voetbalt sinds het seizoen 2008/2009 wederom voor Go Ahead Eagles. Eerder kwam hij in twee periodes uit voor ADO Den Haag na tussendoor twee seizoenen bij Go Ahead Eagles te hebben gespeeld. Zijn profloopbaan leek toen voorbij en Knijnenburg vroeg overschrijving aan naar zaterdaghoofdklasser Scheveningen. Go Ahead Eagles bood hem op 25 augustus 2008 echter toch nog een kans op een verlengd profbestaan. Knijnenburgs favoriete positie is die van spits. Na het seizoen 2008/09 is zijn contract niet verlengd. Hierna keerde hij terug naar Quick in Den Haag.

## Carrière
| Seizoen        | Club            | Land      | Competitie     | Wed. | Goals |
| -------------- | --------------- | --------- | -------------- | ---- | ----- |
| 2004/05        | ADO Den Haag    | Nederland | Eredivisie     | 0    | 0     |
| 2005/06        | Go Ahead Eagles | Nederland | Eerste divisie | 38   | 9     |
| 2006/07        | Go Ahead Eagles | Nederland | Eerste divisie | 29   | 0     |
| 2007/08        | ADO Den Haag    | Nederland | Eerste divisie | 7    | 1     |
| 2008/09        | Go Ahead Eagles | Nederland | Eerste divisie | 17   | 2     |
| Totaal         | Totaal          | Totaal    | Totaal         | 91   | 12    |
| Bijgewerkt tot | 4 augustus 2009 |           |                |      |       |